# (538) Friederike
(538) Friederike est un astéroïde de la ceinture principale découvert par Paul Götz le 18 juillet 1904.